# FK Lokomotiv Vitebsk
Ne pas confondre avec le FK Vitebsk, club de la même ville ayant porté le même nom entre 2003 et 2007.
Maillots
Le Futbolny Klub Lokomotiv Vitebsk, plus couramment abrégé en FK Lokomotiv Vitebsk (en russe : ФК Локомотив Витебск) ou FK Lakamatyw Vitsiebsk (en biélorusse : ФК Лакаматыў Віцебск), est un ancien club biélorusse de football basé dans la ville de Vitebsk fondé en 1949 et disparu en 2001.

## Historique
Fondé en 1949, le club évolue durant ses premières années au sein du championnat de la RSS de Biélorussie. À la suite de la disparition de l'Union soviétique et de l'indépendance de la Biélorussie, il est intégré en 1992 au sein de la nouvelle première division biélorusse, dont il termine quinzième et avant-dernier la même année. Il évolue par la suite trois autres saisons dans l'élite, stagnant dans le bas de classement avant d'être finalement relégué à l'issue de la saison 1994-1995 après s'être classé largement dernier avec onze points en 30 matchs.
Relégué en deuxième division, ses résultats ne s'améliorent pas avec de nouvelles places de bas de tableau avant d'être à nouveau relégué en 1997 au sein de la troisième division où il évolue trois années avant d'être dissous à l'issue de l'exercice 2000.

## Bilan par saison
| Saison    | Championnat | Championnat | Championnat | Championnat | Championnat | Championnat | Championnat | Championnat | Championnat | Championnat | Coupe de Biélorussie |
| Saison    | Division    | Pos         | Pts         | J           | V           | N           | D           | BP          | BC          | Diff        | Coupe de Biélorussie |
| --------- | ----------- | ----------- | ----------- | ----------- | ----------- | ----------- | ----------- | ----------- | ----------- | ----------- | -------------------- |
| 1992      | 1re         | 15e         | 10          | 15          | 4           | 2           | 9           | 16          | 28          | -12         | Seizièmes de finale  |
| 1992-1993 | 1re         | 12e         | 25          | 32          | 7           | 11          | 14          | 27          | 40          | -13         | Quarts de finale     |
| 1993-1994 | 1re         | 10e         | 25          | 30          | 8           | 9           | 13          | 25          | 39          | -14         | Seizièmes de finale  |
| 1994-1995 | 1re         | 16e         | 11          | 30          | 3           | 5           | 22          | 14          | 74          | -60         | Huitièmes de finale  |
| 1995      | 2e          | 10e         | 16          | 14          | 5           | 1           | 8           | 10          | 15          | -5          | Seizièmes de finale  |
| 1996      | 2e          | 9e          | 32          | 24          | 8           | 8           | 8           | 33          | 24          | +9          | Seizièmes de finale  |
| 1997      | 2e          | 15e         | 22          | 30          | 5           | 7           | 18          | 17          | 50          | -33         | Seizièmes de finale  |
| 1998      | 3e groupe A | 6e          | 47          | 26          | 14          | 5           | 7           | 44          | 18          | +26         | Seizièmes de finale  |
| 1999      | 3e groupe A | 5e          | 43          | 24          | 12          | 7           | 5           | 42          | 23          | +19         | N/A                  |
| 2000      | 3e groupe A | 7e          | 32          | 22          | 9           | 5           | 8           | 35          | 37          | -2          | N/A                  |

Légende
- Relégué en division inférieure